# Привлака
Привлака (хорв. Privlaka) — населений пункт і громада в Задарській жупанії Хорватії.

## Населення
Населення громади за даними перепису 2011 року становило 2 253 осіб, 1 з яких назвала рідною українську мову.
Динаміка чисельності населення громади:

## Клімат
Середня річна температура становить 15,15 °C, середня максимальна – 27,33 °C, а середня мінімальна – 3,41 °C. Середня річна кількість опадів – 898 мм.
| Клімат поселення                              | Клімат поселення | Клімат поселення | Клімат поселення | Клімат поселення | Клімат поселення | Клімат поселення | Клімат поселення | Клімат поселення | Клімат поселення | Клімат поселення | Клімат поселення | Клімат поселення | Клімат поселення |
| Показник                                      | Січ.             | Лют.             | Бер.             | Квіт.            | Трав.            | Черв.            | Лип.             | Серп.            | Вер.             | Жовт.            | Лист.            | Груд.            |                  |
| Середній максимум, °C                         | 11,16            | 11,37            | 13,59            | 16,70            | 21,49            | 25,64            | 27,33            | 27,14            | 22,96            | 19,23            | 14,56            | 11,69            |                  |
| Середня температура, °C                       | 7,30             | 7,52             | 9,74             | 12,83            | 17,60            | 21,75            | 24,35            | 24,19            | 19,97            | 16,26            | 11,60            | 8,72             |                  |
| Середній мінімум, °C                          | 3,41             | 3,62             | 5,86             | 8,94             | 13,73            | 17,88            | 21,40            | 21,23            | 17,02            | 13,31            | 8,65             | 5,76             |                  |
| Норма опадів, мм                              | 75               | 64               | 65               | 70               | 66               | 57               | 33               | 52               | 103              | 111              | 107              | 95               |                  |
| Середньомісячна швидкість вітру, м/с          | 2.88             | 3.00             | 3.18             | 3.00             | 2.60             | 2.48             | 2.49             | 2.38             | 2.56             | 2.70             | 3.28             | 3.14             |                  |
| Середньомісячна сонячна радіація, кДж/м²·день | 4893             | 7637             | 11312            | 16144            | 20555            | 22574            | 24281            | 21051            | 15422            | 9798             | 5319             | 4126             |                  |
| --------------------------------------------- | ---------------- | ---------------- | ---------------- | ---------------- | ---------------- | ---------------- | ---------------- | ---------------- | ---------------- | ---------------- | ---------------- | ---------------- | ---------------- |
| Джерело:                                      |                  |                  |                  |                  |                  |                  |                  |                  |                  |                  |                  |                  |                  |